# Roman Koolmar

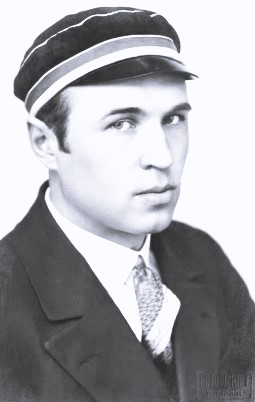
Architekturstudent Roman Koolmar als Mitglied der Tallinner Studentenverbindung Tehnola

Roman Koolmar, bis 1935 Koolman(n) (* 8. Mai 1904 in Sindi; † 1. Februar 1971 in Detroit) war ein estnisch-amerikanischer Architekt.

## Leben

### Herkunft
Roman entstammte einer Optantenfamilie. Sein Vater, Andrei Koolman, arbeitete in der Fabrik von Sindi im russisch beherrschten Estland.
Nach dem Petersburger Blutsonntag im Januar 1905 breiteten sich Unruhen als Revolution über das gesamte Russische Kaiserreich, also auch Estland, aus. In der Nacht vom 16. Oktober 1905 hatten sich Tausende in Reval versammelt, als das Militär das Feuer auf sie eröffnete.
Da sein Vater an der Revolution teilgenommen hatte, wurde er als Mitglied der Sozialdemokratischen Arbeiterpartei Russlands (Vorgängerin der Bolschewiki) mit seiner Familie nach Wologda ausgewiesen. Ernst Kesa behauptete in den 1990er Jahren, dass Roman in seinem ersten sowjetischen Jahr dessen tadellose russische Sprache sowie sein Vorzeigevater von Nutzen gewesen seien, als dieser zum Leiter des neu gegründeten Kommunalen Projekts aufstieg.

### Laufbahn
Roman Koolmar gehört nicht dem Kanon der estnischen Architekturgeschichte an. Er besuchte die Eisenbahngrundschule, bevor er in die Schule Alexander I., einen mit der Realschule vergleichbaren Schultyp, wechselte.
Nach dem Ersten Weltkrieg wurde Estland im Verlauf der Oktoberrevolution unabhängig und 1921 Mitglied des Völkerbundes. Im selben Jahr kehrte die Familie in die jetzige Republik zurück und siedelte sich in Viljandi an.
An dem Viljandi Real Gymnasium der Estnischen Bildungsgesellschaft legte Koolman 1923 sein Abitur ab. Schon zu Beginn seines Studiums des Zeichnens nutzte er sein künstlerisches Talent und fertigte Karikaturen für das Musikmagazin Muusikalehti an, später zeichnete er auch Trachten und Comics. Seine Karikaturen und Cartoons erschienen 1926 erstmals unter dem Pseudonym Koo in der Tageszeitung Sakala.
Ab 1928 studierte Koolman Architektur an der Technischen Universität in Tallinn (ehem. Reval), der größten estländischen Stadt, und war Mitglied der 1923 gegründeten Studentenverbindung „Tehnola“. Nach dessen Abschluss arbeitete er ab 1933 zuerst für die Bauabteilung des Verkehrsministeriums und dann für die staatliche Baufirma „Ehitaja“. Diese befasste sich mit der Yelsee „öffentlichen Auftragsvergabe“. Koolman, ab 1935 Koolmar genannt, entwarf Wohnungen für Arbeiter in Lasnamäe (abgerissen), Beamte in Kloostrimetsa, Minister und Militärangehörige, darunter die Kaserne und Offizierswohnung des Wachbataillons in Kadriorg, Chalets und der Präsidentenpalast.

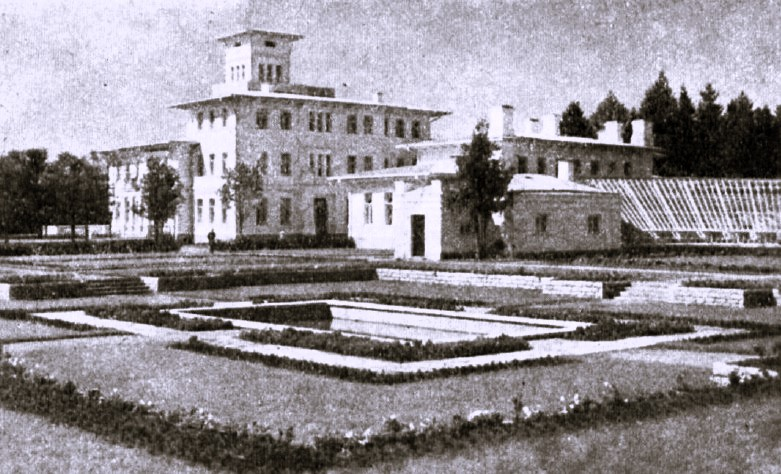
Schloss Oru (Ende der 1930er Jahre)

Koolmars umfangreichstes Projekt war der Umbau des Schlosses von Oru. Es wurde einst für den russischen Großkaufmann Grigor Jelissejew von dem Architekten Gawriil Baranowski entworfen. Estnische Industrielle erwarben 1934 das Anwesen und schenkten es Konstantin Päts, dem estnischen Staatsoberhaupt, der den kaum geordneten Komplex, der nach seiner Fertigstellung 1936 als Symbol der damals national repräsentativen Architektur angesehen wurde, als Sommerresidenz nutzte. Sie, die erst nach dem Anbau weiterer von Olev Siinmaa entworfener Räume im Keller verstaatlicht werden durfte, sollte die „historische Kraft“ der Burg demonstrieren. Das Schloss Jelissejews stand im Dienst der alten Goldkardenvertretung. Die neuen Koolmarschen Nebengebäude, vor allem das Kommandanten- oder Offiziershaus, sollten eine Synthese aus Tradition und Moderne werden. Ein Hochdach verband es mit wilden runden Stränden und luftigen Balkonen mit Geländern. Der Komplex ist im Zweiten Weltkrieg zerstört worden.
Die legendären Keila-Joa-Hütten hatten eine dem Kommandohaus von Oru ähnliche Architektur und wurden Ministerhäuser genannt. Eine moderne, aber natürliche Einbeziehung des Waldes bestand in der Verwendung von Sperrholzplatten, um die Innenwände zu bedecken.
Aufgrund großen Medieninteresses gingen die Hütten (Sommerhäuser) vor Jahren in Privatbesitz über. Da die Häuser schon vorher unter Denkmalschutz standen, blieben sie bis heute erhalten. So wie Päts seinerzeit das estnische Volk gewaltsam mit seinen nationalen Kampagnen zivilisierte, zwang das Gesetz über das kulturelle Erbe die estnische Elite zur Denkmalpflege.
Zusammen mit Artur Jürvetson entwarf Koolmar 1939 den Flughafen Tallinn. Das Gebäude ist heute als Altes Terminal bekannt und wurde in den frühen 1950er Jahren modifiziert. Der Busbahnhof Pirita wurde 1940 auch von ihm statt wie irrtümlich angenommen von Jürvetson entworfen.
Zwei in Pirita stehende Häuser, der Busbahnhof Pirita und das Ferienhaus der Beamten, zeugten von der Modernisierung des Staates. Das Konzept eines Urlaubs und der Aufbau einer Entspannungsarchitektur waren in den 1930er Jahren ein großer sozialer Umbruch. Für Ferien in Pirita am Strand oder im Wald hatten sie für die Tallinner leicht erreichbar zu sein. Zu jenem Zweck wurde der Verkehrsknotenpunkt kombiniert mit anderen modernen Einrichtungen wie einer Telefonzentrale, Post oder Gastronomie in Form des Busbahnhofs errichtet. Seine stromlinienförmige Krümmung des Vordachs gilt als eine der schönsten Interpretationen des Kraftverkehrs in der Estnischen Architekturgeschichte. Die national funktionale Architektur des Busbahnhofes und des Ferienhauses mit seinen sonnigen Terrassen verweisen darauf, dass der hierarchisch architektonische Ansatz der Päts-Zeit der Freizeitarchitektur nicht auf den Anspruch der Repräsentation beschränkt war.
Von 1940 bis 1941 war Koolmar Leiter des Konstruktionsbüros des Volkskommissariats für Öffentliche Wirtschaft.
Die Baltischen Staaten wurden zu Beginn des Zweiten Weltkrieges von der Sowjetunion zuerst besetzt und dann annektiert. Die einmarschierende Wehrmacht verdrängte sie und wurde von deren Einwohnern als deren Befreier begrüßt. Als die Rote Armee 1944 nach Estland zurückkehrte, flohen zahlreiche Esten vor ihr, um einer befürchteten Verfolgung zu entgehen.

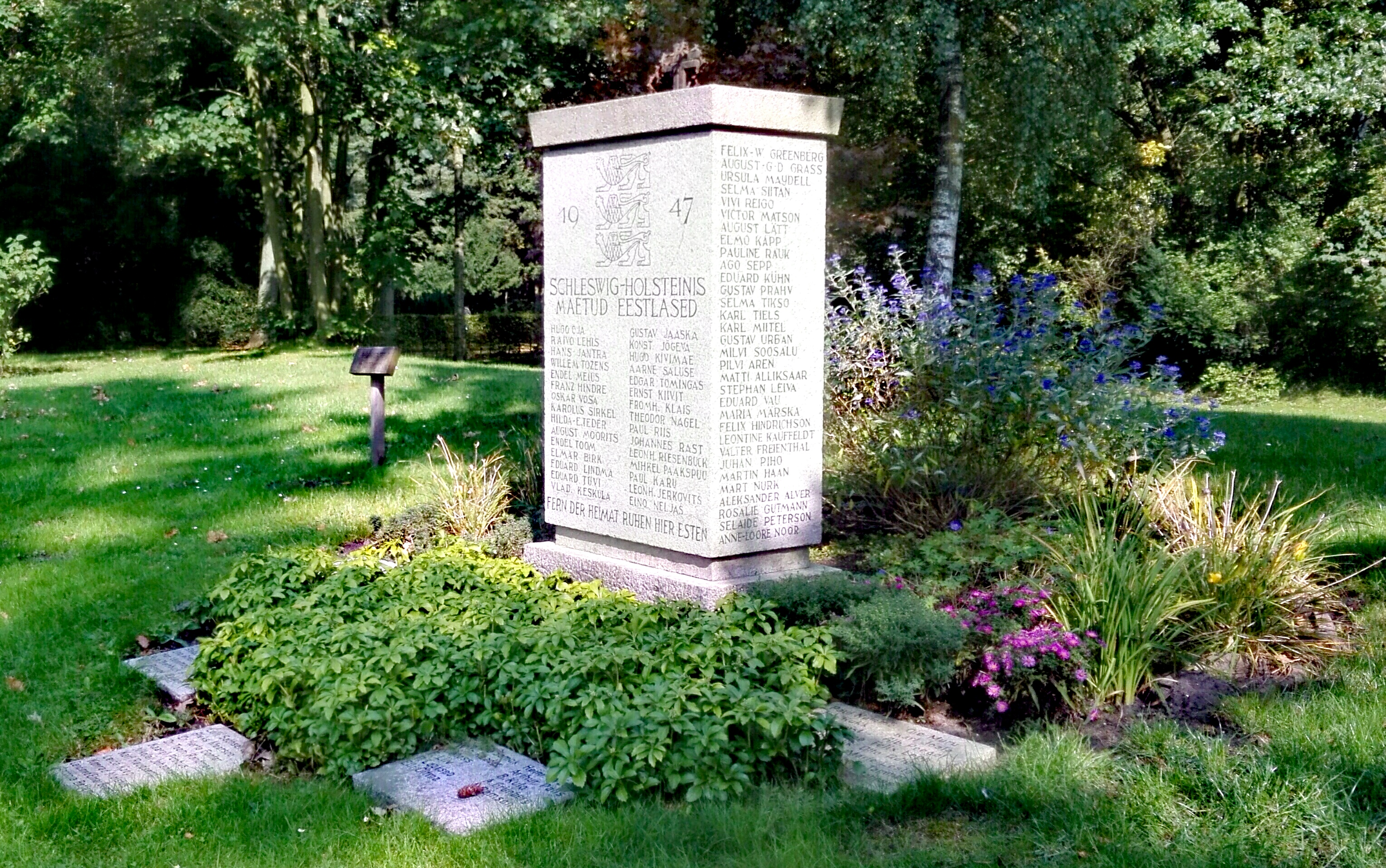
Estnische Kriegsgräberstätte

Nach dem Krieg war Koolmar als Displaced Person im DP-Lager Pöppendorf, welches das größte Schleswig-Holsteins gewesen ist, bei Lübeck. Das Lager sollte als Vorbereitung zur Aufnahme zurückgeführter jüdischer Flüchtlinge 1947, siehe Operation Oasis, geräumt werden. Koolmar entwarf zusammen mit dem ebenfalls zu der Zeit dort lebenden Architekten Richard Wunderlich die von der estnischen Volksgemeinschaft finanzierte Estnische Kriegsgräberstätte auf dem Vorwerker Friedhof zur Erinnerung an die im Exil in Schleswig-Holstein verstorbenen Esten aus der Zivilbevölkerung.
Von hier kam Koolmar im selben Jahr in das württembergische Geislingen in der Amerikanischen Besatzungszone. Dies war zu jener Zeit der zentrale Sammelpunkt estnischer Flüchtlinge. Dort arbeitete er bei der Hilfs- und Rehabilitationsregierung der Vereinten Nationen (UNRRA) als Ingenieur sowie an dem Estnischen Gymnasium Geislingen als Zeichenlehrer.
Koolmar wanderte in die Vereinigten Staaten aus und setzte, als einer von vielen estnischen Architekten, seine Karriere im Exil fort. Er lebte in Detroit und blieb neben der Architektur auch in seinem Hobby künstlerisch tätig.

## Ausstellungen
2015 wurden seine Entwürfe erstmals im Estnischen Architekturmuseum ausgestellt. Von hier ging sie in die Viljandi Stadtgalerie, Anfang 2016 wurde sie im National Archiv von Estland in Tallinn und im September 2016 im Exil Museum von Toronto gezeigt.

## Referenzen
1. ↑  Am 17. Oktober 1905 verkündete Zar Nikolaus II. sein Oktober-Manifest.
2. ↑  Ernst Kesa (1910-1994): From Farming to Skyscrapers (engl.)
3. 1 2 3 4  Mart Kalm: "Roman. April Koolmari avastamine." In: Sirp vom 17. April 2015
4. ↑  Roman Koolmar in memorian in Vaba Eesti Sõna vom 11. Februar 1971
5. ↑  Tehnola (ee)
6. ↑  Jarmo Kauge: Kurator des Estnischen Architekturmuseums
7. 1 2 3 4  Ausstellung der Schöpfung von Roman Koolmar - National Archives Pressemitteilung, 6. Januar 2016
8. ↑  Wer heute das Bärentor von Oru betritt, findet das Fundament des Hauses auf der linken Seite.
9. ↑  Wilfried Fick: Friedhöfe: Vorwerker Friedhof. 100 Jahre von 1907–2007. Hansestadt Lübeck – Fachbereich Planen und Bauen, Gedenkstätte der Esten, Lübeck 2006, S. 45–46.
10. ↑  Mart Kalm ist Architekturhistoriker, Mitglied der Estnischen Akademie der Wissenschaften und seit 2015 Rektor an der Estnische Kunstakademie.

| Personendaten    | Personendaten                        |
| ---------------- | ------------------------------------ |
| NAME             | Koolmar, Roman                       |
| ALTERNATIVNAMEN  | Koolman, Roman                       |
| KURZBESCHREIBUNG | estnisch-US-amerikanischer Architekt |
| GEBURTSDATUM     | 8. Mai 1904                          |
| GEBURTSORT       | Sindi                                |
| STERBEDATUM      | 1. Februar 1971                      |
| STERBEORT        | Detroit                              |